# Riwka Gurfein
Riwka (Rebecca) Gurfein-Uchmani, hebr. רבקה גורפיין (ur. 1908 w Sanoku, zm. 1983 w En Szemer) – izraelska pisarka, tłumaczka, krytyk literacki.

## Życiorys

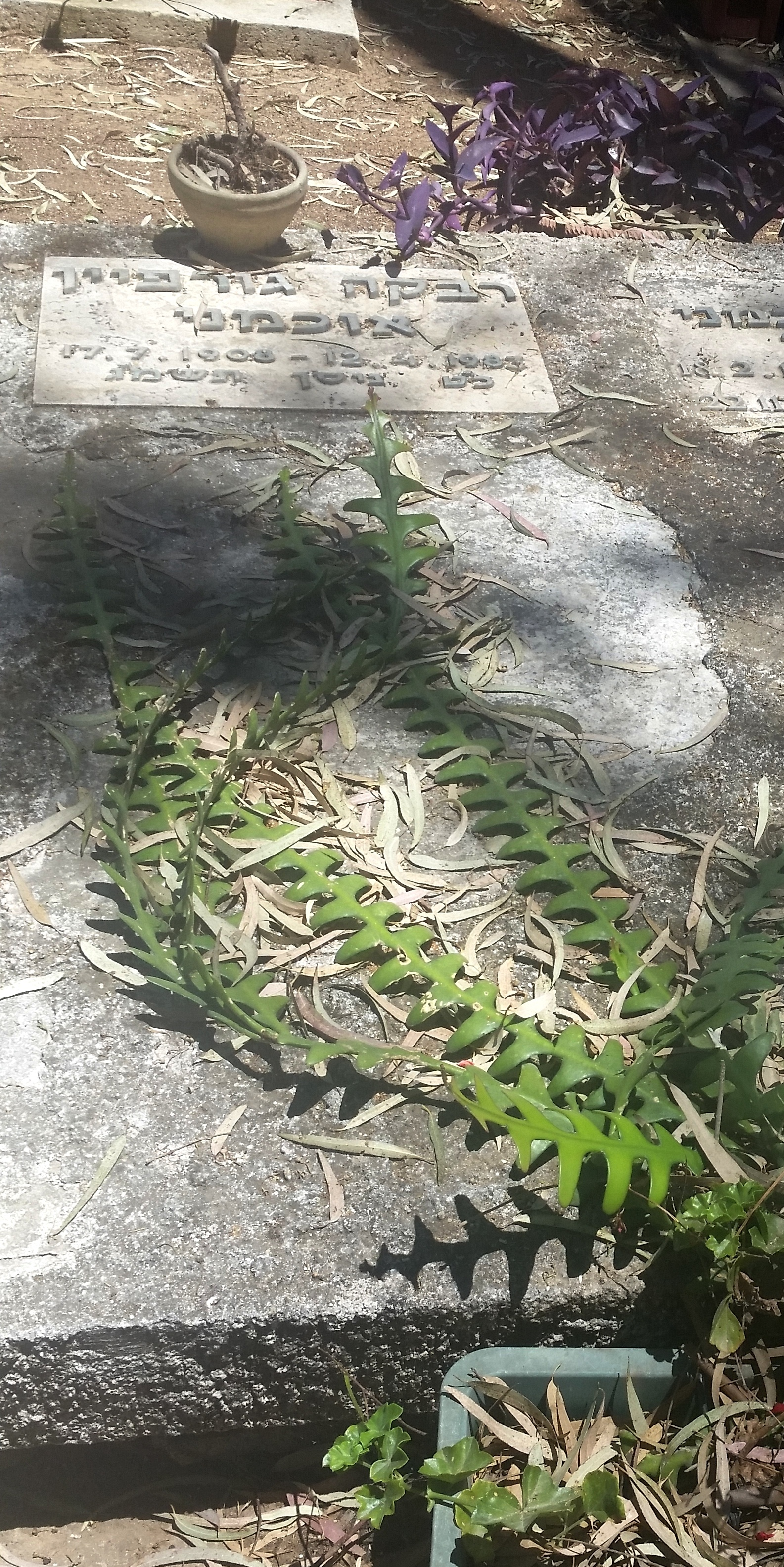
Grób Rivki Gurfein

Po ukończeniu gimnazjum wstąpiła do Ha-Szomer Ha-Cair, wyjechała do Krakowa, gdzie studiowała polonistykę na Uniwersytecie Jagiellońskim. W Krakowie ukończyła także fakultet rolniczy. Publikowała w „Nowym Dzienniku”. W 1932 wyjechała do Mandatu Palestyny, zamieszkała w kibucu En Szemer, gdzie powierzono jej funkcję doradcy do spraw młodzieży Alija. Pracowała jako nauczycielka oraz prowadziła młodzieżową grupę w Ha-Szomer Ha-Cair, a następnie w Mapam. Początkowo publikowała w czasopismach wydawanych przez ruchy robotnicze, początkowo pisała dla dzieci i opowiadania dla kobiet żyjących w kibucach. Po uzupełnieniu wykształcenia pedagogicznego na Uniwersytecie Hebrajskim w Jerozolimie wykładała literaturę ogólną i poezję hebrajską w Kolegium Haderah oraz w Instytucie Edukacji dla nauczycieli w Hajfie. Podczas pierwszej wojny izrelsko-arabskiej (nazywanej wojną o niepodległość) początkowo prowadziła zajęcia kulturalne wśród ludności cywilnej, a następnie została wcielona do Sił Obronnych Izraela i tam prowadziła działalność kulturalno-oświatową razem ze swoim mężem, pochodzącym również z Sanoka Azrielem Uchmani (Schwartzem) (1907-1978). Po nawiązaniu przez Izrael stosunków dyplomatycznych z Polską małżonkowie przebywali w Warszawie, gdzie Azriel Uchmani był radcą poselstwa i kierownikiem Departamentu Kultury w Ambasadzie Izraela. Należała do rady redakcyjnej czasopisma „Devar ha-Po'elet”, gdzie publikowano jej felietony na tematy związane z literaturą, kulturą i społeczeństwem. Na łamach różnych publikowała również swoje eseje i artykuły dotyczące literatury hebrajskiej.

## Twórczość literacka
Eseje literackie
- Mi-karov u-me-Raḥok (1964)
- Im Shir (1967)
- Bi-Keriah Kashuvah (1969)
- Le- Or ha-Katuv (1972)

Nowele
- Ne’urim ba-Shemesh (1954)
- Kokhavim me-al ha-Gan (1964)
- Ta’am shel Beḥirah (1975)

Przekłady
- Dnie o noce – na język polski (Natan Bystrycki)
- Sen Azrila – na język hebrajski (Julian Stryjkowski)[2]
- Austeria – na język hebrajski (Julian Stryjkowski)

## Odznaczenia
- Ussishkin Prize
- Histadrut Y. Aharonovitch Prize
- Ḥayyim Greenberg Prize